# 발가락

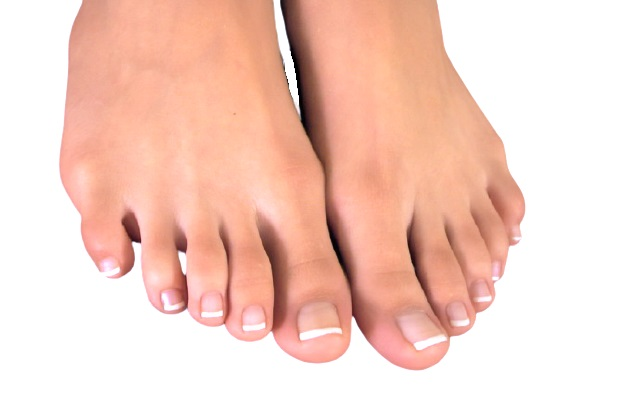
발가락

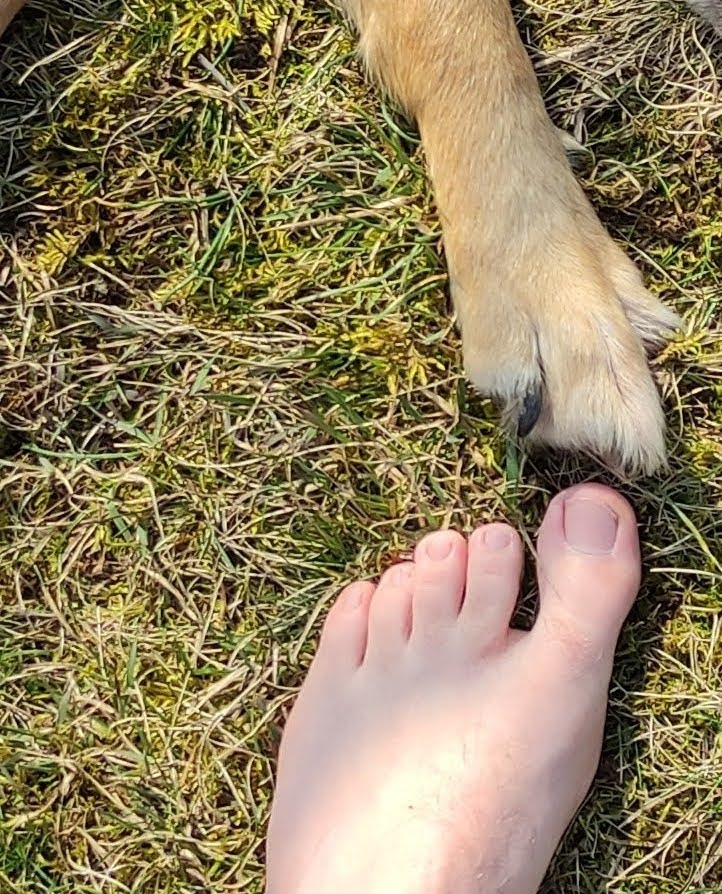

발가락(toe)은 짐승의 발끝에 갈라진 부분을 말한다. 사람은 한 발에 5개의 발가락이 있다. 발가락으로 만든 음식도 있다.
발가락은 네발동물의 발 부분이다. 발가락으로 걷는 고양이와 같은 동물 종은 지행동물(digitigrade)로 부른다. 발바닥으로 걷는 인간과 다른 동물은 척행성보행으로 묘사된다. 유제류 동물은 발가락 끝으로 발굽을 걷는 동물이다.

## 구조
일반적으로 인간의 발에는 다섯 개의 발가락이 있다. 각 발가락은 엄지발가락(라틴어: hallux)을 제외하고 근위부, 중간부, 원위부의 세 지골로 구성된다. 소수의 사람들에게는 새끼발가락에도 중간뼈가 없다. 무지에는 근위부와 원위부 두 개의 지골만 포함되어 있다. 각 지골 사이의 관절은 지골간 관절이다. 각 발가락의 근위 지골은 중족지관절에서 발의 중족골과 연결된다. 각 발가락은 피부로 둘러싸여 있으며 다섯 발가락 모두에 발톱이 있다.

## 같이 보기
- 손가락
- 발톱
- 발
- 발바닥